# Régime militaire britannique en Nouvelle-France
Pour un article plus général, voir Histoire de la Nouvelle-France.

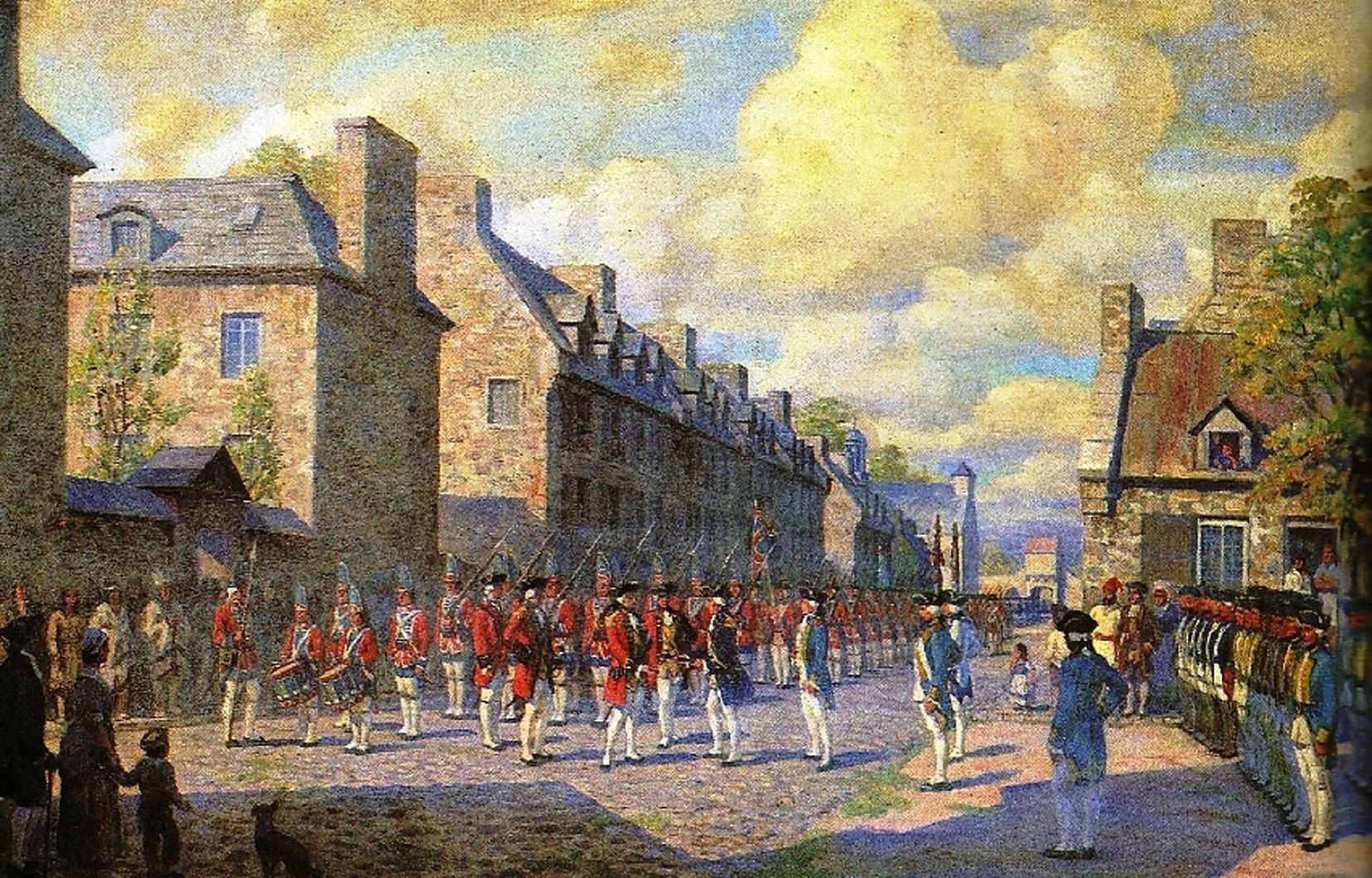
Reddition de la Nouvelle-France aux Britanniques, Montréal, 1760

Le régime militaire britannique en Nouvelle-France désigne l'occupation de la Nouvelle-France par l'armée britannique à partir de 1759-1763 dans le cadre de la Conquête du territoire. Ainsi, entre 1760 (capitulation de Montréal) et 1763 (création de la province de Québec), un régime militaire temporaire administre le territoire du Canada.
Le régime militaire prend fin avec le Traité de Paris (1763), qui met fin à la Guerre de Sept Ans et la création de la province de Québec, une nouvelle colonie de l'Amérique du Nord britannique.
Formellement, ce n'est que le 10 août 1764 que ce régime militaire est remplacé par un régime civil, au terme du délai de 18 mois qui court après la ratification du Traité de Paris, le 10 février 1763 (art. 4).

## Situation
Le 8 septembre 1760 la ville de Montréal est encerclée par l'armée britannique. Afin d'éviter un siège destructeur comme celui de Québec, ayant comme point culminant la bataille des plaines d'Abraham, la ville capitule. La Nouvelle-France est désormais sous la domination des militaires britanniques.

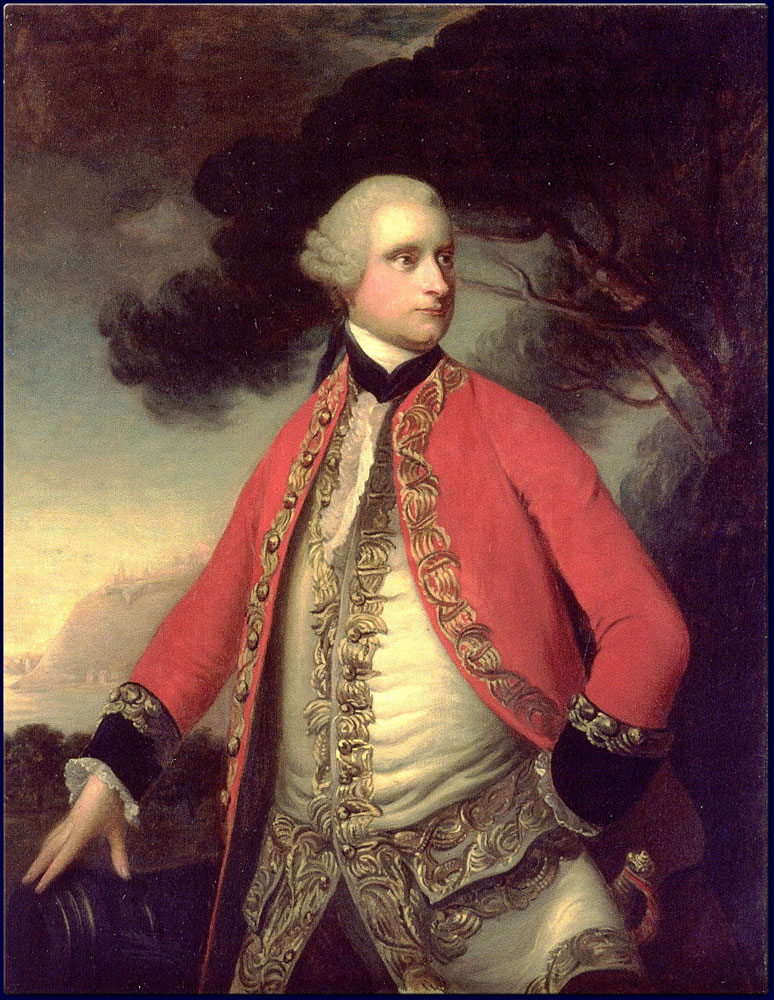
James Murray gouverneur militaire de la ville de Québec

En attendant le sort réservé à la colonie, qui sera déterminé lors de la fin de la guerre qui fait rage en Europe, les autorités britanniques instaurent un régime militaire dont le mandat est de gouverner la colonie.  Pour administrer le territoire, la Grande-Bretagne met en place des institutions temporaires et nomme James Murray au poste de gouverneur militaire de la ville de Québec.

## Conditions de vie
Les clauses de la capitulation de Montréal, négociées entre le gouverneur général de Nouvelle-France, le marquis de Vaudreuil et le major-général britannique Jeffrey Amherst, permettent aux habitants de la colonie de conserver certaines libertés pendant les années du régime militaire. Ainsi, il leur est permis de conserver la propriété de leurs biens et ils peuvent continuer à pratiquer la religion catholique. La population a également la possibilité d'immigrer en France et ceux qui décident de rester ne pourront pas être déportés comme l'ont été les Acadiens lors de la déportation des Acadiens. Finalement, les commerçants peuvent continuer leurs activités et les lois civiles françaises sont conservées.  
Les six années de guerre entre les armées française et britannique ont laissé des traces sur le territoire et pendant la période du régime militaire de nombreux efforts sont faits par les Britanniques pour reconstruire les bâtiments, remettre les champs en production et mettre de l'ordre dans le commerce.

## Fin de la guerre
Le 10 février 1763, le traité de Paris vient mettre fin à la guerre de Sept Ans qui opposait les principaux royaumes européens. Par ce traité, la Nouvelle-France devient une possession britannique. Le 7 octobre suivant, la proclamation royale vient réorganiser la division territoriale de l'Amérique du Nord créant par le même fait la « Province of Quebec ».